# Echinax oxyopoides
Echinax oxyopoides is een spinnensoort uit de familie van de loopspinnen (Corinnidae).
De wetenschappelijke naam van de soort werd in 1995 als Copa oxyopoides gepubliceerd door Christa Laetitia Deeleman-Reinhold.